# کنبی (مینه‌سوتا)
کنبی، مینه‌سوتا (به انگلیسی: Canby, Minnesota) یک شهر در ایالات متحده آمریکا است که در مینه‌سوتا واقع شده‌است.

## خصوصیات
کنبی ۵٫۷۰ کیلومترمربع مساحت و ۱٬۷۹۵ نفر جمعیت دارد و ۳۷۷ متر بالاتر از سطح دریا واقع شده‌است.